# What a Little Moonlight Can Do
«What a Little Moonlight Can Do» (с англ. — «Что может сделать немного лунного света») — популярная песня, написанная Гарри М. Вудсом в 1934 году. В 1934 году Вудс на три года переехал в Лондон, где работал на британской киностудии Gaumont British, сняв материал для нескольких фильмов, одним из которых был «Дом на дороге» (1934). Песня была исполнена в фильме Вайолет Лорейн и включала вступительный куплет, не прозвучавший в версии, позже записанной Билли Холидей в 1935 году.
Впоследствии песня неоднократно перезаписывалась различными исполнителями, включая Бинга Кросби, Пегги Ли, Бетти Картер, Нэнси Уилсон, Аниту О’Дэй, Дайану Росс, Кристал Гейл, Ди Ди Бриджуотер и Тони Беннетта.